# Wang Shuang

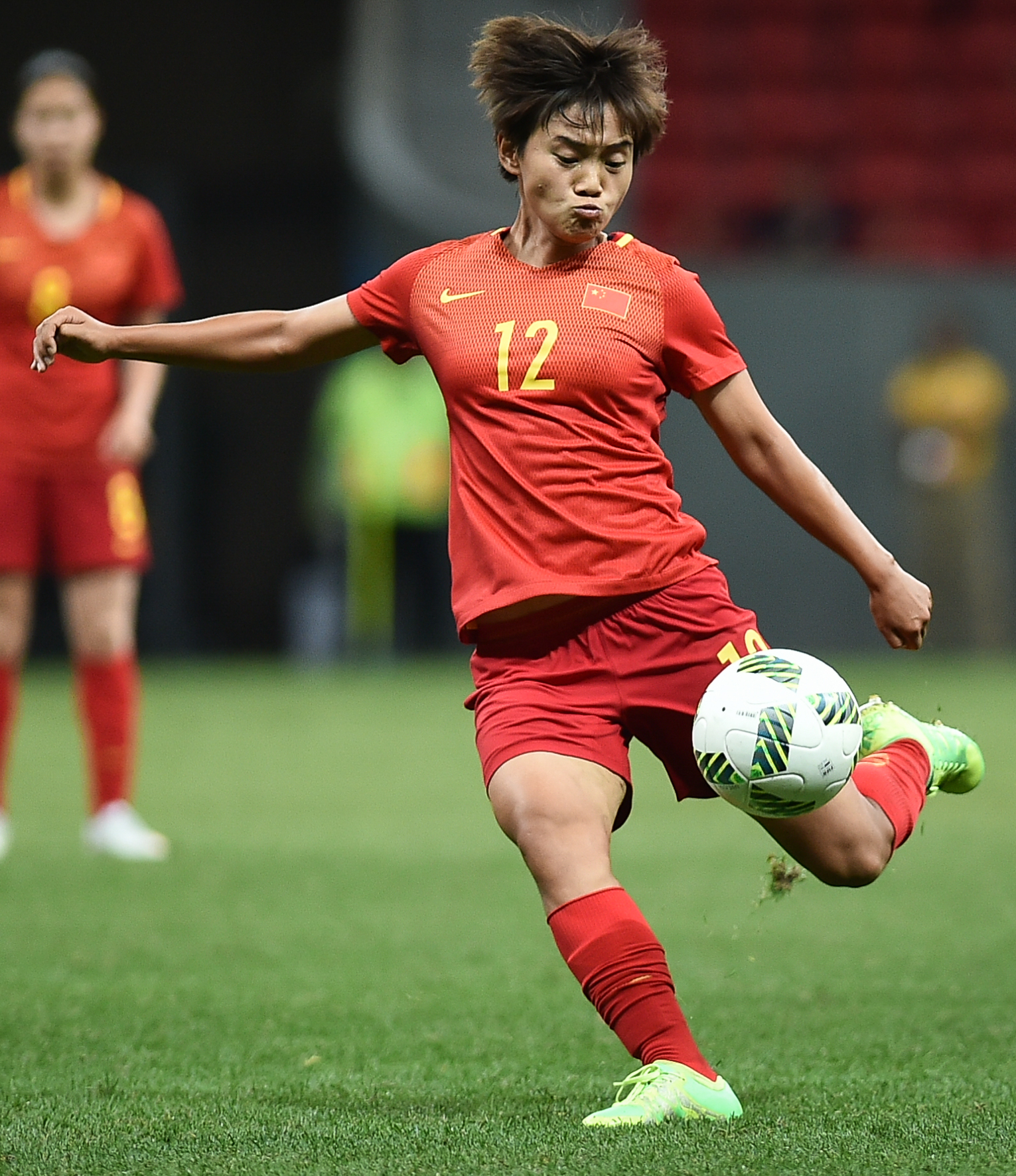
Wang Shuang

Wang Shuang, född den 23 januari 1995 i Wuhan, är en kinesisk fotbollsspelare (mittfältare/anfallare) som spelar för Paris Saint-Germain och det kinesiska landslaget. Inför VM i Frankrike år 2019, där hon var uttagen i truppen, hade hon gjort 26 mål på 95 landskamper. Wang Shuang deltog även i VM i Kanada år 2015 med användes då enbart som inhoppare.